# Vipera seoanei
Vipera seoanei este o specie de șerpi din genul Vipera, familia Viperidae, descrisă de Lataste 1879. A fost clasificată de IUCN ca specie cu risc scăzut.

## Subspecii
Această specie cuprinde următoarele subspecii:
- V. s. seoanei
- V. s. cantabrica

## Galerie

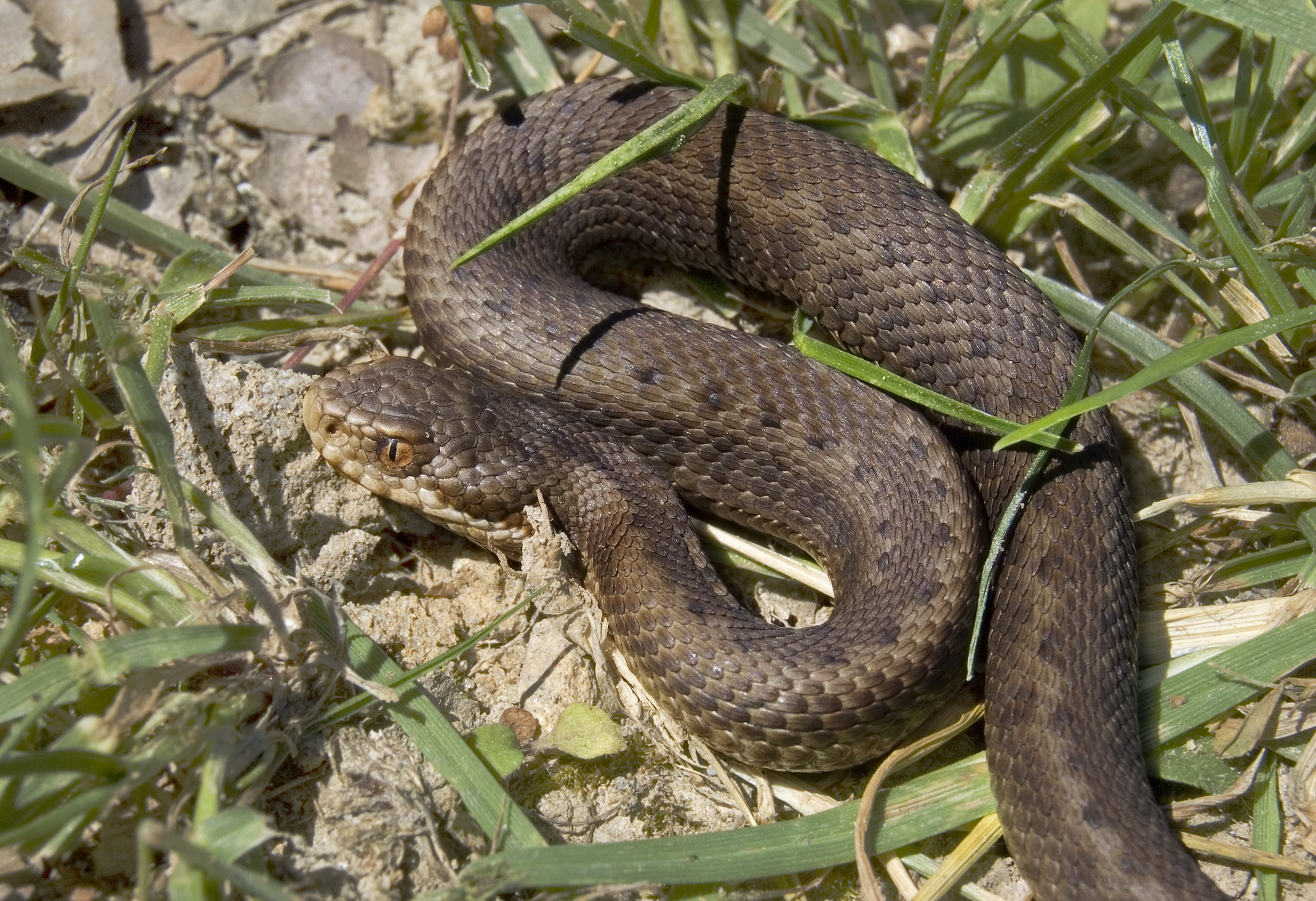
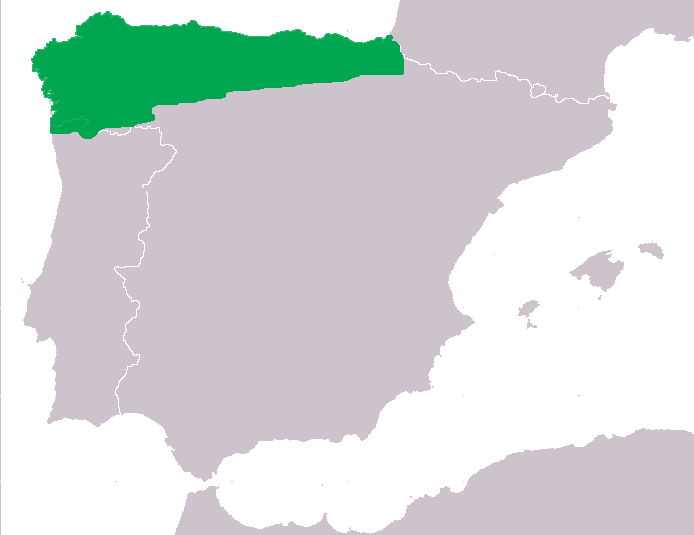
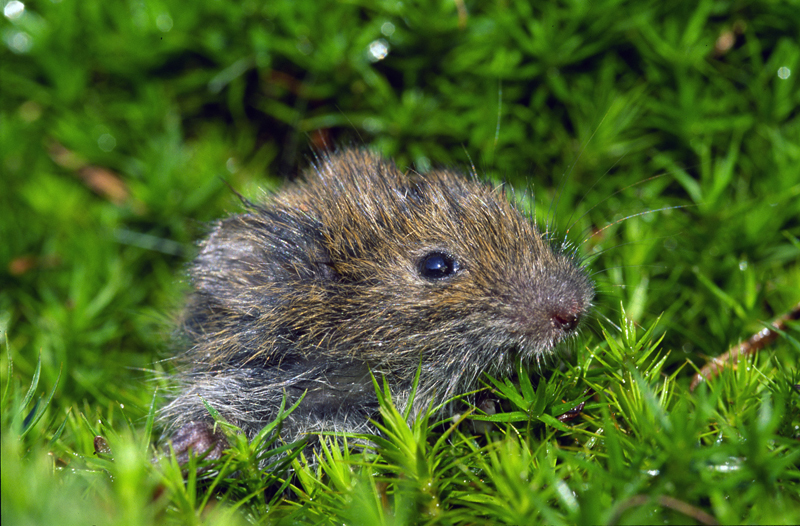
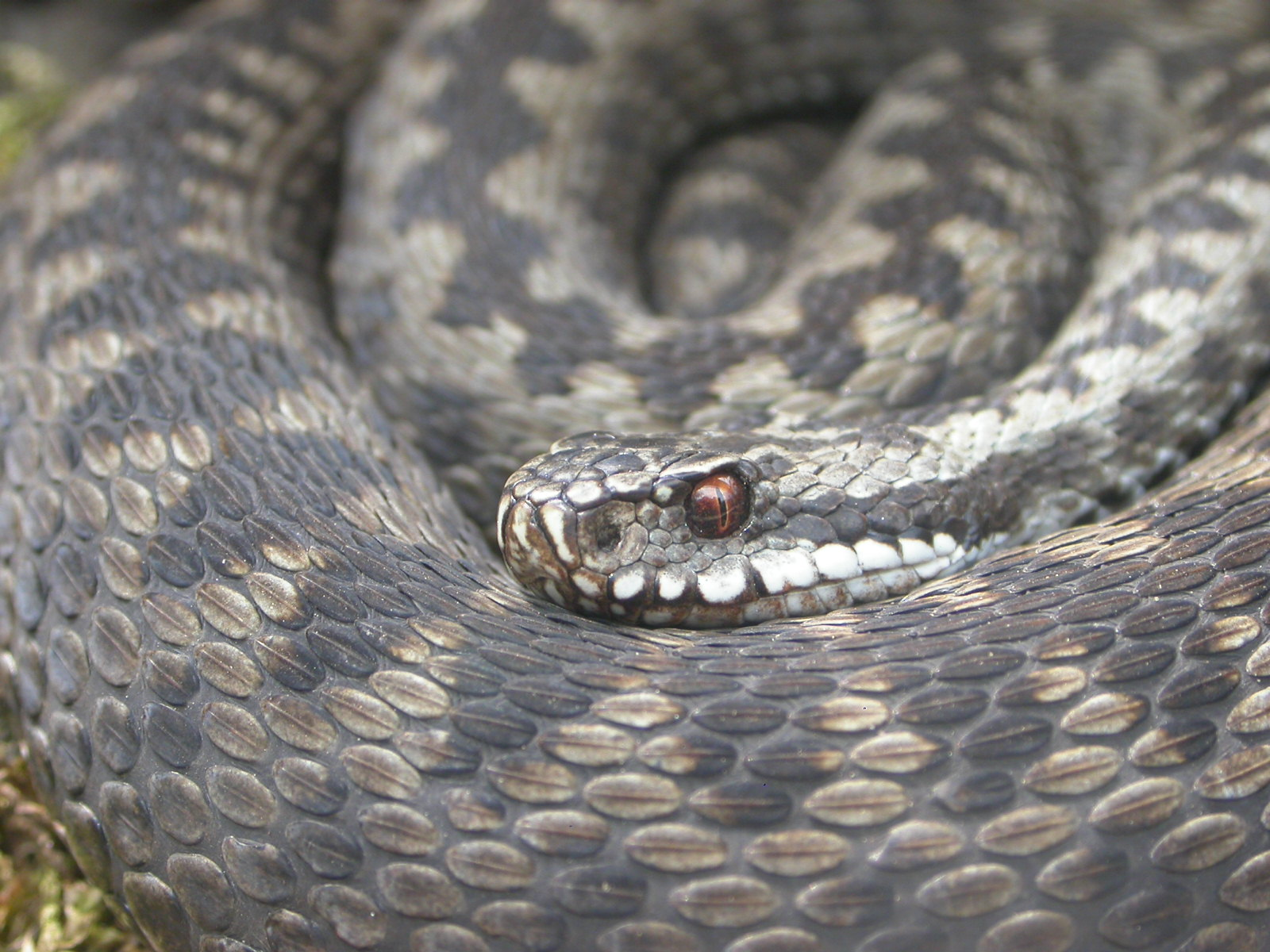
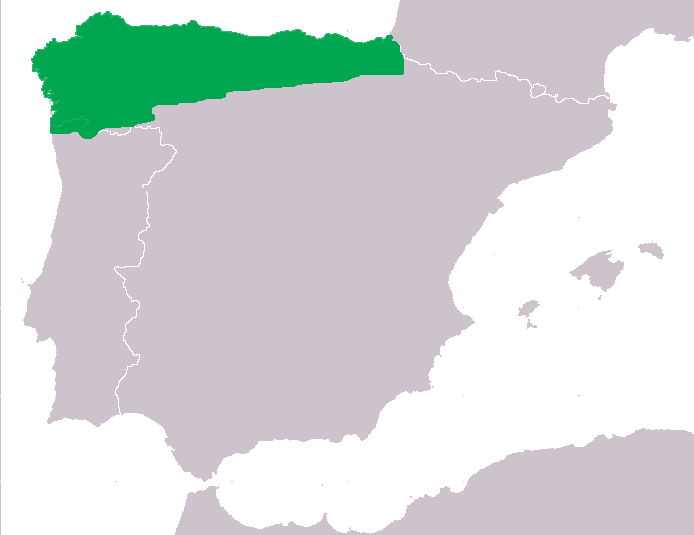